# São Roberto
São Roberto est une municipalité brésilienne située dans l'État du Maranhão.